# هرمن باومن (کشتی‌گیر)
هرمن باومن (انگلیسی: Hermann Baumann؛ زادهٔ ۲۳ ژانویه ۱۹۲۱) کشتی‌گیر اهل سوئیس است.
وی در مسابقات کشوری و بین‌المللی در مجموع برندهٔ ۱ مدال برنز شده‌است.